# Leone V l'Armeno
Leone V l'Armeno (in greco Λέων Ε΄?, Leōn V; 775 circa – Costantinopoli, 25 dicembre 820) fu Basileus autocratore dei Romei dall'11 luglio 813 fino alla sua morte.

## Biografia

### Origini e carriera militare
Di asserite origini armene, figlio di un patrizio di nome Barda, secondo altre fonti Leone era invece di origini assire. Leone in giovane età decise di entrare nell'esercito bizantino. Aveva un'intelligenza acuta e sottile, era molto astuto ed ambizioso e non si faceva abbattere dagli avvenimenti in suo sfavore, cercando sempre una soluzione. Queste qualità portarono Leone a scalare la gerarchia militare, fino a diventare un abile generale. Nel campo di battaglia Leone dimostrò coraggio, ottime doti di comando e anche una spiccata crudeltà.

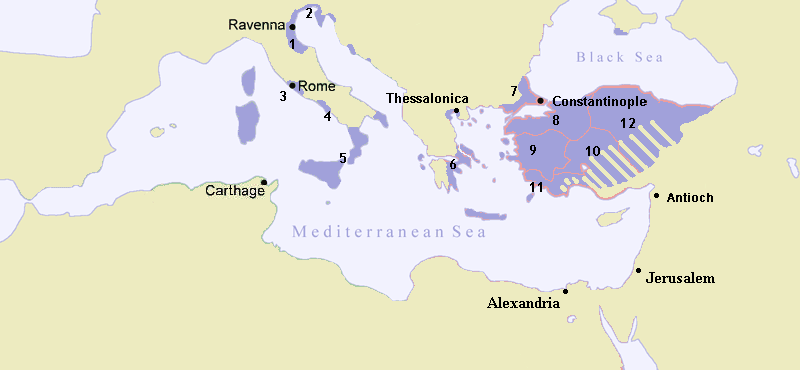
I themata nel 717, dall'811 all'813, Leone fu strategos dell'Anatolikon (numero 9).

Nell'803 servì sotto il generale ribelle Barda Tourkos, ma disertò in favore dell'imperatore Niceforo I (802-811). Niceforo lo ricompensò donandogli due palazzi, ma in seguito fu esiliato in quanto aveva sposato Teodosia, figlia del patrizio Arsaber che si era ribellato nell'808. Verso la fine dell'811, il nuovo imperatore Michele I Rangabe (811-813) richiamò Leone in patria e lo nominò strategos del thema dell'Anatolikon dove iniziò ad orientarsi verso gli ideali iconoclasti, tipici negli ambienti aristocratici militari dell'Asia Minore. Nell'812 si distinse in guerra contro gli Arabi, respingendo una loro invasione.

### Ascesa al trono
Prese parte alla spedizione contro i Bulgari, voluta da Michele I; partecipò quindi alla battaglia di Versinicia, nei pressi di Adrianopoli, il 22 giugno 813, dove comandava le truppe dell'Anatolikon, quindi tutta l'ala destra dello schieramento bizantino. La battaglia si risolse inizialmente a favore dei Bizantini, che misero in fuga i Bulgari, ma la situazione cambiò quando, durante l'inseguimento dei Bulgari, le truppe di Leone disertarono, lasciando Leone con il suo stato maggiore. Il khan dei bulgari, Krum, rimase stupito dell'abbandono del campo di battaglia da parte delle truppe di Leone, quindi ordinò ai suoi uomini di fermare la ritirata e di scontrarsi con le truppe rimaste fedeli a Michele I, che da inseguitori si trovarono inseguiti. Furono così massacrati tutti i macedoni, che erano l'ala sinistra dello schieramento bizantino, comandata da Giovanni Aplakes.

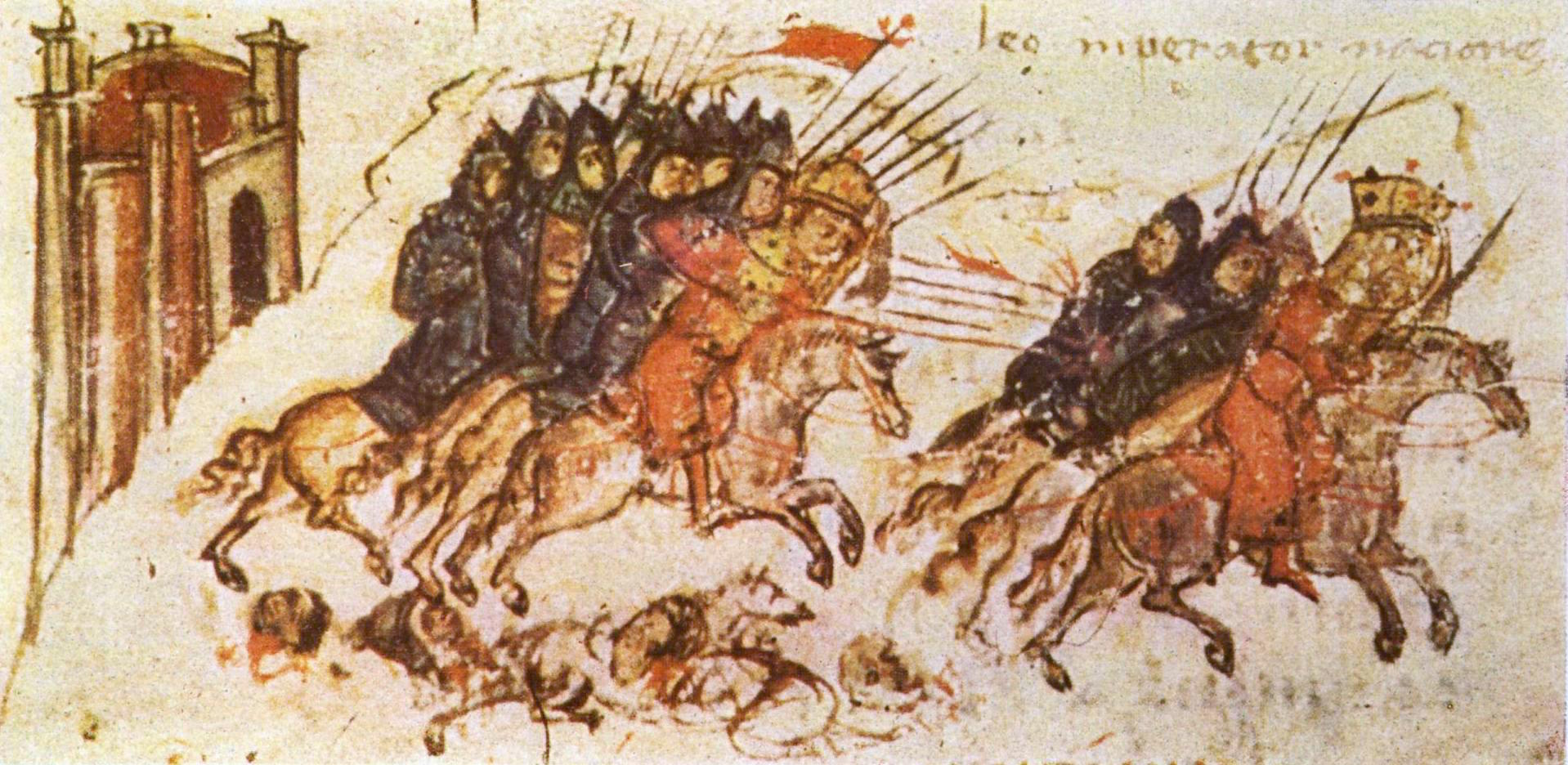
Sconfitta dell'imperatore bizantino Michele I Rangabe, nella battaglia di Versinicia il 22 giugno 813, in una miniatura del XIV secolo della Cronaca di Costantino Manasse.

Le truppe avevano agito in questo modo su ordine dello stesso Leone, che voleva usurpare il trono dei basileis, ma senza macchiarsi l'onore, ossia scappando dal campo di battaglia, perché i Bizantini non avrebbero mai accettato come imperatore un traditore. Questa mossa costò all'Impero bizantino una pesante sconfitta, in una battaglia che invece si profilava un enorme successo. Michele I, che non era rimasto ferito in battaglia, capì che il suo regno era in pericolo e che in breve tempo qualcuno gli avrebbe usurpato il trono, quindi decise di tornare di tutta fretta a Costantinopoli, dove prese la moglie e i cinque figli e riparò a Santa Sofia, dove chiese ed ottenne protezione dal patriarca di Costantinopoli, dicendogli che voleva abdicare anche per non iniziare una guerra civile.
L'11 luglio 813 Leone entrò trionfante a Costantinopoli, attraversando la Porta Aurea, fino ad arrivare al palazzo reale. Fu acclamato imperatore dai suoi soldati e la popolazione della capitale non obiettò, anzi lo acclamò a sua volta. Ma per salire al trono Leone doveva dimostrare al patriarca Niceforo di non essere un iconoclasta: gli scrisse una lettera rassicurandolo della propria ortodossia, riuscendo a convincerlo a incoronarlo. Alla cerimonia di incoronazione Leone aveva al suo fianco destro il suo migliore amico, Michele l'Amoriano, un ufficiale bizantino rozzo, balbuziente e analfabeta. Era anche maldestro, infatti proprio alla cerimonia d'incoronazione di Leone, scendendo da cavallo, calpestò il mantello di Leone e per poco non lo strappò, ma Leone non si arrabbiò, anzi lo nominò capo degli escubitori, una delle guardie imperiali del palazzo reale.
Quando Leone venne a sapere che Michele I si trovava con la sua famiglia a Santa Sofia e che aveva abdicato, decise di risparmiargli la vita. Ordinò che Michele diventasse monaco, in un monastero delle isole dei Principi con un appannaggio annuale, che la moglie e le due figlie entrassero in convento e che i tre figli maschi fossero evirati ed esiliati anch'essi in un convento, in modo che non avrebbero mai potuto reclamare il trono bizantino, in quanto non potevano aver più progenie. Il terzogenito, Ignazio (847-858; 867-877), sarebbe in seguito diventato patriarca di Costantinopoli.
Per consolidare il suo potere e mantenere buono il rapporto con il patriarca Leone, ad agosto durante il suo ingresso nel palazzo imperiale, si inginocchiò davanti all'icona di Cristo davanti alla Porta Chalke.
Nell'814 Leone nominò il figlio Simbatio co-imperatore; perché fosse chiaro a tutti chi sarebbe stato il suo successore, gli cambiò il nome in Costantino, nome più attinente ad un futuro imperatore. Quando Leone fece coniare le sue monete, si fece sempre rappresentare con il figlio.

### La minaccia bulgara

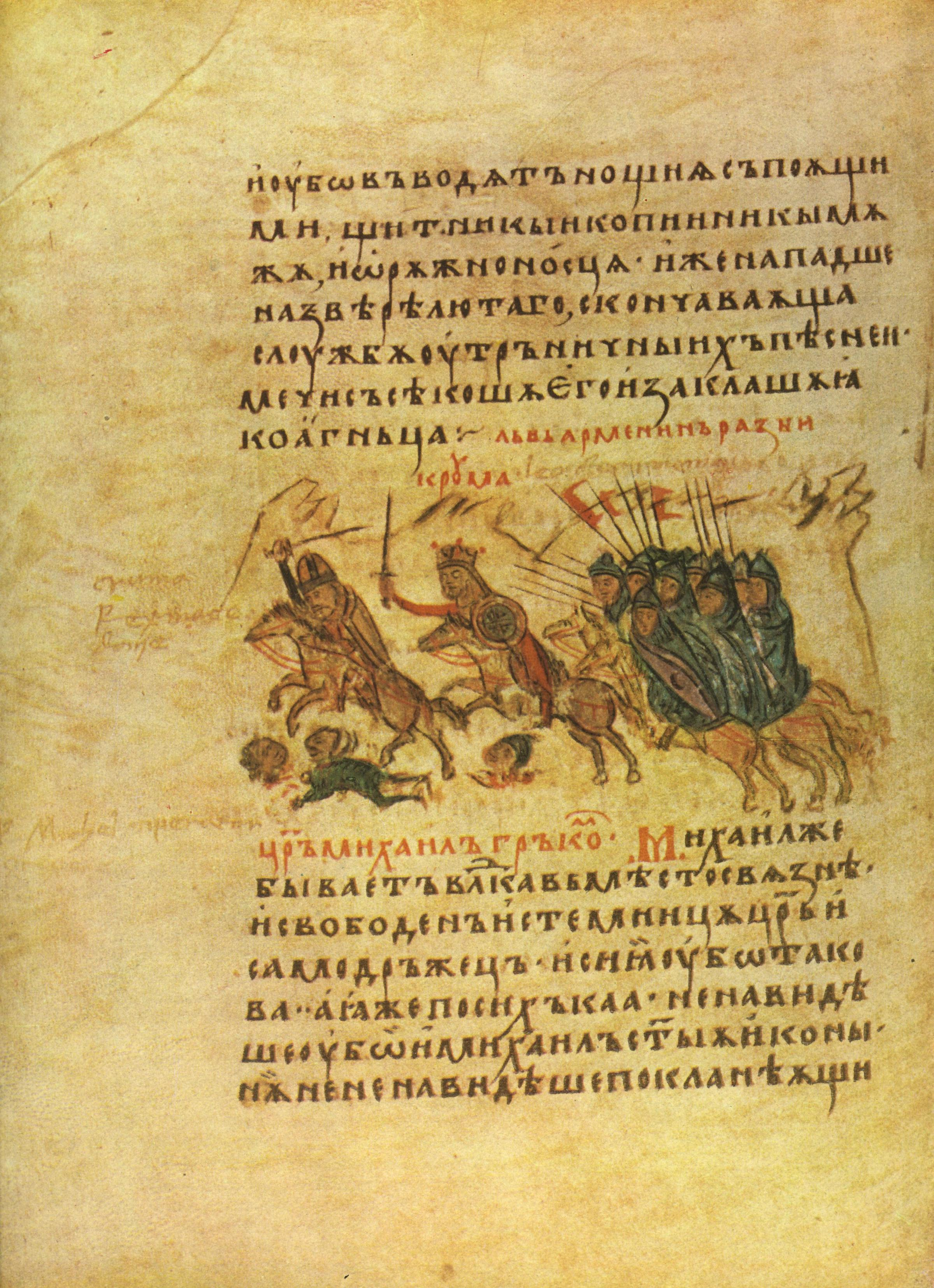
Leone V che insegue Krum, in una miniatura del XIV secolo della Cronaca di Costantino Manasse.

Il primo obbiettivo di Leone era di riportare l'impero all'antica forza, ma il regno di Leone non iniziò con i migliori auspici: la sconfitta dei Bizantini nella battaglia di Versinicia aveva portato all'avanzata dei Bulgari, che il 17 luglio 813 si erano accampati sotto le mura di Costantinopoli. Krum sapeva che i suoi uomini non potevano conquistare Costantinopoli, viste le forti difese della città. Mandò così un messaggero a Leone, dicendo che si sarebbe ritirato se gli fossero stati dati in tributo bauli pieni di pregiate vesti bizantine e alcune bellissime vergini bizantine. Leone volle parlamentare direttamente con Krum: l'incontro sarebbe avvenuto nella parte settentrionale delle mura di Costantinopoli. Leone sarebbe arrivato per mare con una piccola scorta disarmata, Krum invece da terra, anch'egli con una piccola scorta disarmata.
Krum accettò senza problemi e si diresse a cavallo nel punto indicato da Leone. Il basileus arrivò poco dopo l'arrivo del khan, accompagnato da un suo cortigiano, Exabulios. I due stavano per concludere l'accordo di pace quando, da un cenno che Exabulios aveva fatto con la testa, Krum capì che gli era stata tesa un'imboscata. Corse verso il suo destriero, vi montò sopra, e iniziò a scappare al galoppo; immediatamente da un nascondiglio sbucarono tre arcieri bizantini, che riuscirono a colpire il khan. Fortunatamente per Krum, le ferite non erano gravi, ma ciò che veramente lo feriva era la sua fiducia tradita: pertanto giurò a sé stesso che l'avrebbe fatta pagare cara all'impero.
Il khan abbandonò Costantinopoli perché sapeva di non poterla conquistare, ma fece terra bruciata di tutto quello che si trovava fuori dalle mura: furono distrutti i sobborghi del Corno d'Oro, le chiese, i palazzi e i monasteri, fu trucidato chiunque venisse trovato dall'esercito bulgaro. Nel fare ritorno verso la loro terra, i Bulgari bruciarono qualsiasi cosa e saccheggiarono i campi, massacrando la popolazione e schiavizzando donne e bambini. Il palazzo di Hebdomon fu raso al suolo insieme alla città di Selimbria. Krum si diresse successivamente verso Adrianopoli, che dal 22 giugno era cinta d'assedio dal fratello. I viveri scarseggiavano e l'arrivo di Krum fu fatale: la città stremata cadde nelle mani dei Bulgari. Tutta la popolazione, composta da 10.000 abitanti, fu catturata. Molti furono uccisi, tra cui l'arcivescovo della città, gli altri furono deportati al dì là del Danubio, tra questi c'era il futuro imperatore Basilio I, che all'epoca aveva solo quattro anni, e che fu deportato insieme alla famiglia.

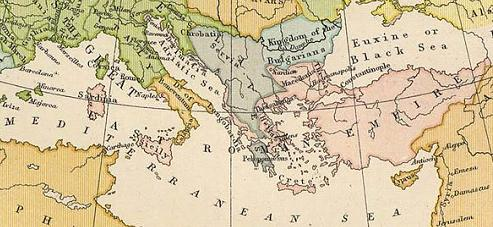
L'impero bizantino nell'814.

Leone decise allora di vendicarsi e nella seconda metà di settembre organizzò una spedizione contro un'armata bulgara, vicino a Mesembria. I soldati bulgari furono uccisi mentre dormivano, in un attacco a sorpresa organizzato da Leone stesso. In territorio bulgaro, Leone uccise tutti i bambini che furono trovati, essi furono scagliati contro delle rocce. Gli adulti furono risparmiati.
Krum, enormemente offeso, decise che l'anno successivo avrebbe distrutto le mura di Costantinopoli e con esse l'impero bizantino. Prima che si concludesse l'anno, il khan voleva ancora una volta razziare l'impero e, nonostante l'avvicinarsi dell'inverno, Krum approfittò del buon tempo per inviare un esercito di 30.000 soldati in Tracia, dove conquistò Arcadiopoli e catturò circa 50.000 persone. Il bottino di guerra arricchì Krum e la sua nobiltà, e includeva elementi architettonici utilizzati nel ripristino di Pliska, che venne ricostruita grazie al lavoro degli artigiani bizantini prigionieri.
Intanto in Bulgaria, Krum ordinò l'approntamento di una potente artiglieria, per poter così demolire le mura di Costantinopoli. Le cronache riportano che il khan fece costruire scale, arieti, macchine d'assedio altissime, catapulte che potevano lanciare grossi massi e torce fiammeggianti. Nei primi giorni di primavera, la notizia che Krum era pronto ad assediare Costantinopoli arrivò nella capitale bizantina e Leone ordinò alla popolazione di lavorare giorno e notte al rinforzo delle mura. Ma la fortuna fu dalla parte dei Bizantini; infatti il 13 aprile 814, Krum morì a causa di un attacco d'epilessia, che durò qualche minuto, mentre era in marcia alla volta di Costantinopoli. Leone approfittò del temporaneo disordine per attaccare i Bulgari nei pressi di Mesembria, dove li sconfisse. A Krum successe al trono il giovane e inesperto figlio Omurtag, che non aveva tempo per far guerra ai Bizantini, visto che l'aristocrazia bulgara si era ribellata: per questo nell'815 firmò un trattato di pace con l'impero, che durò trent'anni. Per l'impero si profilava un periodo di pace, dato che a Occidente la pax Nicephori era ancora solida e a Oriente, il califfo Ma'mun era impegnato a Baghdad a sedare una rivolta dell'aristocrazia.

### Reintroduzione dell'iconoclastia

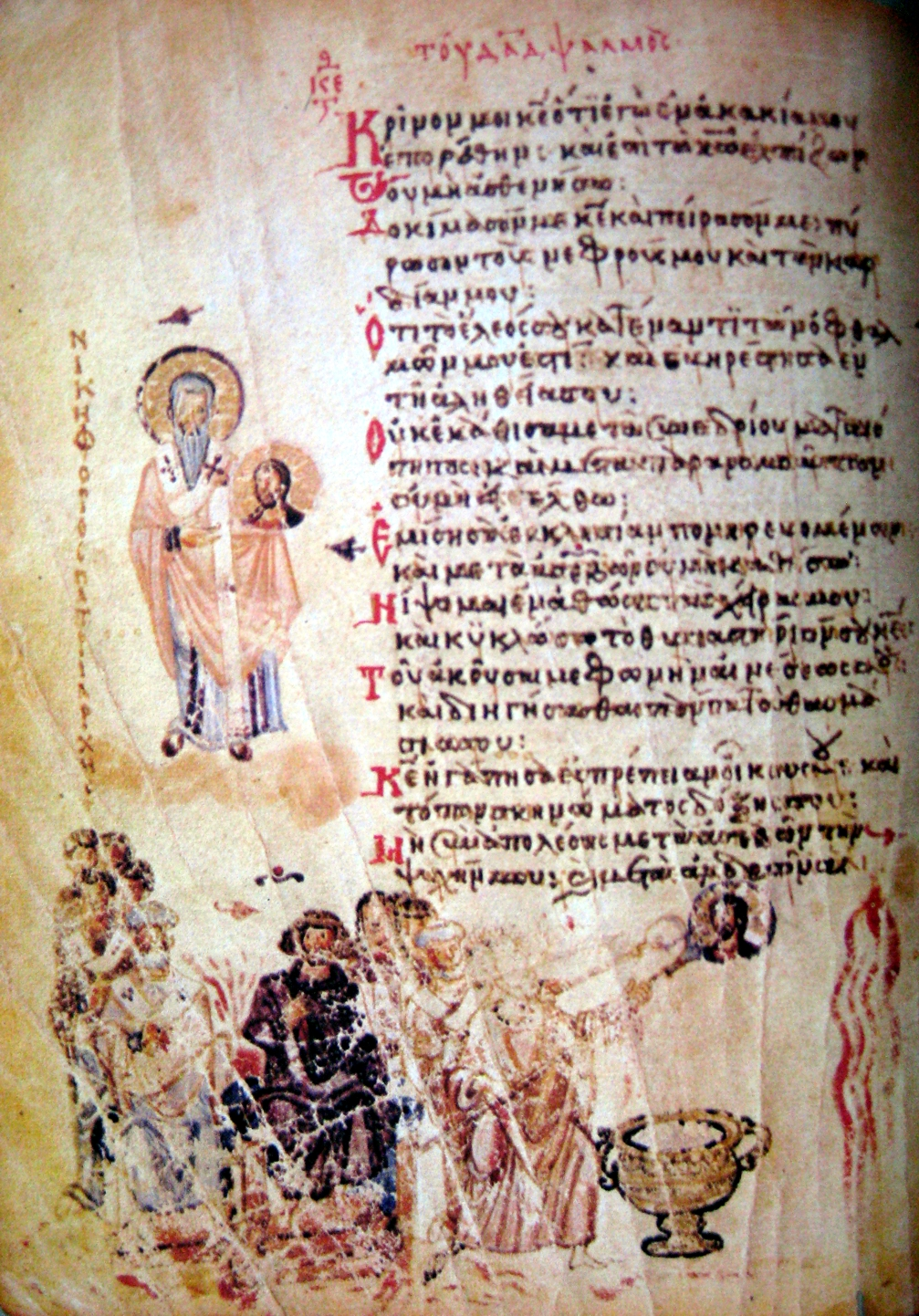
Rappresentazione della distruzione d'icone nell'815, immagine presa da Chludov Psalter.

Sventata la minaccia bulgara, Leone nell'814 reintrodusse l'iconoclastia in tutto l'impero: se la questione, 88 anni prima, fu per Leone III e Costantino V non solo religiosa ma anche politica, l'elemento strategico risulta ancor più forte per Leone, anche se la sua iconoclastia non ebbe forza paragonata a quella dell'VIII secolo, nonostante si ispirasse ad essa. A questa decisione aveva portato l'emigrazione di molti piccoli proprietari e contadini bizantini dalle terre dell'Asia Minore appena conquistate dagli Arabi verso Costantinopoli. Ridotti in miseria, furono aiutati dall'imperatore che li arruolò nell'esercito per combattere contro i Bulgari. Quando la guerra coi bulgari finì e regnò nuovamente la pace nell'impero, essi si trovarono senza lavoro e tornarono nuovamente nella miseria a mendicare per le strade della capitale. Questi emigrati che chiedevano la carità per le strade di Costantinopoli erano quasi tutti iconoclasti e maledicevano l'ex imperatrice Irene (797-802), che aveva abolito l'iconoclastia (787), ritenendo che ella fosse la causa dei loro mali.
I malumori nella capitale iniziarono a farsi sentire, non solo dai soldati smobilitati a causa del sistema dei themata, ma anche dalle classi medie e dall'alto comando dell'esercito bizantino. Questo malumore poteva esplodere in una rivolta o peggio in una guerra civile, e ora che l'impero era di nuovo in pace, Leone non voleva sentirsi minacciato da una possibile ribellione. Per cercare una risoluzione a questi problemi religiosi, Leone creò una commissione di ecclesiastici, che dovevano trovare delle motivazioni per reintrodurre l'iconoclastia, cercando riferimenti nelle sacre scritture e negli scritti dei Padri della Chiesa, eliminando quindi ciò che era stato detto nel secondo concilio di Nicea del 787. La presidenza di questa commissione fu data al giovane e brillante armeno, Giovanni Grammatico (836-843), futuro patriarca di Costantinopoli, che era a capo del movimento iconoclasta, e la vicepresidenza all'anziano vescovo, Antonio di Syllaeum, che rallegrò il sinodo raccontando storielle erotiche agli altri ecclesiastici.
A dicembre Leone convocò nel palazzo reale il patriarca Niceforo I (806-815) e gli disse:
(Leone V l'Armeno)
Ma il patriarca rifiutò con decisione la richiesta dell'imperatore. Leone aveva però in serbo un secondo piano: ordinò ad alcuni suoi soldati fedeli di andare come dei manifestanti, verso l'icona di Cristo della Chalkè e iniziare a imprecare e maledire l'icona, poi passò l'imperatore togliendo l'icona, per risparmiarla da ulteriori offese.
A Natale l'imperatore disse a Niceforo che non aveva alcuna intenzione di cambiare il rito bizantino; per provare ciò durante la messa natalizia, si inchinò platealmente davanti all'icona della Natività. Meno di due settimane dopo, all'Epifania, Leone non si inginocchiò. Pochi giorni dopo Leone convocò nuovamente Niceforo, che arrivò attorniato da molti iconoduli, tra questi c'era anche l'abate Teodoro Studita, un tempo avversario di Niceforo, ma ora suo braccio destro. Durante l'udienza, Teodoro sfidò Leone. Pochi giorni dopo Niceforo fu rinchiuso in casa, visto che l'imperatore aveva mandato dei soldati che dovevano controllare che il patriarca non uscisse; in questo modo non poteva neanche svolgere i suoi compiti ecclesiastici, e in seguito fu anche esiliato.
A Pasqua dell'815, Leone fece riunire un sinodo a Santa Sofia, che aveva il compito di riapprovare il Concilio di Hieria, del 754, abolendo quindi il secondo di Nicea, per reintrodurre l'iconoclastia. Ma al sinodo non vennero convocati molti vescovi iconoduli: anche Niceforo era assente, perché si era ammalato, quindi la prima cosa che Leone fece fare, fu di far deporre il patriarca, che intralciava i suoi progetti. Leone nominò quindi come patriarca Teodoto I Cassiteras (815-821), cortigiano di corte, parente dell'imperatore Costantino V Copronimo (741-775), che fu un convinto iconoclasta. Leone aveva ottenuto il suo obiettivo: aveva un patriarca iconoclasta al suo fianco, ma Teodoto era un inetto, non riusciva a condurre il sinodo con ordine e ci furono grandi disordini soprattutto quando vennero interrogati i vescovi iconoduli, che furono aggrediti dagli iconoclasti, picchiati e ricoperti di sputi.
Riuscito a riportare la pace sull'impero, sia esterna che interna, Leone non perseguitò gli iconoduli che non vollero ubbidire ai suoi ordini, ma fece arrestare solo coloro che si mettevano a capo degli iconoduli e che sfidavano la sua ira, tra questi l'abate Teodoro Studita, capo degli iconoduli, che fu arrestato ben tre volte e fu infine esiliato. Prima che fosse reintrodotta l'iconoclastia, Teodoro chiamò a sé i suoi monaci e andò in processione con le più importanti icone, nella Domenica delle Palme. I monaci iconoduli continuavano a celebrare, purché con discrezione, i loro riti con le immagini senza che l'imperatore li perseguitasse. Ma con l'editto dell'815, lo stato non proteggeva più le immagini, quindi coloro che le distruggevano non venivano puniti, a causa di ciò furono perse molte opere bizantine. Sempre in campo religioso Leone durante il suo regno perseguitò i pauliciani.

### Vittorie contro gli arabi

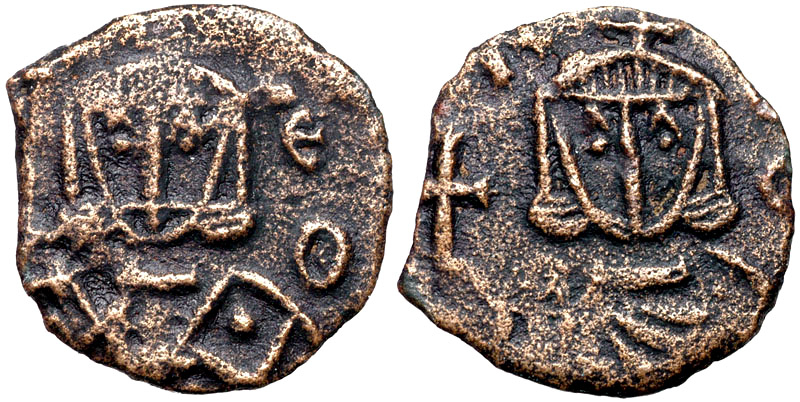
Follis di Leone V, insieme al figlio Costantino.

Negli anni successivi Leone sconfisse gli Arabi che avevano tentato di invadere la Sicilia; li batté anche in Asia Minore dove avevano pianificato una nuova invasione. Tenendo anche in conto il respingimento dei Bulgari, si può affermare che Leone davvero ridiede vigore all'esercito bizantino. Anche i cronisti suoi contemporanei, benché iconoduli, lo lodano per il lustro militare conferito all'impero. Fra gli altri, il patriarca Niceforo, nonostante l'esilio, nella sua cronaca scrive:
(Niceforo I)

### L'assassinio
Nell'autunno dell'820, Leone venne a sapere che il suo migliore amico, Michele, stava organizzando un complotto per ucciderlo, ma l'imperatore prima d'incolparlo volle avere tutte le prove, che arrivarono il 24 dicembre dell'820. Michele confessò di essere a capo dell'attentato e Leone, adirato per il tradimento del suo più caro amico, ordinò che fosse buttato nella grande caldaia che scaldava l'acqua delle terme del palazzo imperiale. La sentenza doveva essere eseguita immediatamente, ma Michele fu salvato dall'intervento dell'imperatrice Teodosia, che adirata disse al marito:
(Teodosia)
Leone rimase commosso dalle parole della moglie, e le rispose:
(Leone V)
Poi ordinò di sospendere l'esecuzione, quindi lo fece mettere ai ceppi e rinchiudere nelle prigioni peggiori del palazzo, dove doveva essere sempre sorvegliato. Leone tenne per sé le chiavi della cella di Michele, decise poi di ritirarsi nei suoi appartamenti, a causa dell'amarezza che provava per il tradimento dell'amico.
Leone però non riusciva ad addormentarsi, da quanto era turbato, decise quindi di andare a vedere il suo prigioniero. Facendosi luce con una candela, l'imperatore sì diresse da solo verso le prigioni imperiali, fino ad arrivare alla cella di Michele. Qui trovò la guardia di turno che stava dormendo e Michele dentro la cella dormiva anch'egli. Leone se ne andò senza far rumore, ma dentro la cella c'era una terza persona, che Leone non notò: era un servitore di Michele, che era riuscito ad entrare nella cella del padrone e appena aveva sentito qualcuno avvicinarsi, si era nascosto sotto il pagliericcio del padrone. Il servo non vide in faccia Leone, ma lo riconobbe dagli stivali rosso porpora, riservati solo al basileus. Il servo svegliò Michele, appena Leone se ne era andato, avvisandolo che l'Imperatore era stato appena lì. Michele svegliò il suo carceriere, dicendo che l'imperatore l'aveva visto mentre dormiva, cosa che poteva costargli una dura punizione, così Michele riuscì a convincere il suo carceriere di passare dalla sua parte. Grazie all'aiuto del carceriere, Michele poté mandare in città uno dei suoi servi, con il pretesto che cercava un prete per l'estrema unzione del suo padrone: in realtà andava a chiamare i sostenitori di Michele, che venissero a liberarlo.
I fedeli di Michele si travestirono da monaci e si unirono ad essi nelle prime ore della mattina, davanti alla porta Eburnea, dove i monaci cantavano a Natale, prima di andare dentro la cappella del palazzo imperiale di Santo Stefano. I sicari di Michele entrarono dentro il palazzo insieme ai monaci, con il volto ben coperto, e si misero nella parte più buia della cappella, per non dare nell'occhio. L'imperatore entrò mentre i monaci cantavano il primo canto e andò a sedersi, poi iniziò anch'egli a cantare, visto che amava cantare e aveva una voce profonda. Leone era vestito di pelliccia e di un cappello anch'esso di pelliccia di forma conica, per coprirsi dal freddo. Quando le voci dei monaci furono alte i sicari agirono, si tolsero le vesti e i cappelli e si lanciarono contro l'imperatore, lanciando fendenti, che colpirono alla testa il capo cerimonia. Leone disarmato afferrò con la mano destra una croce di legno e con l'altra un bruciatore di incenso, e chiamò a sé le guardie che però erano già state uccise dai sicari; le porte erano state sbarrate. Dopo un lungo combattimento un sicario gli tagliò il braccio destro, con cui Leone teneva la croce; l'imperatore per lo spavento cadde a terra e un secondo colpo gli tagliò la testa.
Alcune parti del corpo di Leone furono buttate in una latrina, per poi essere ripescate per ordine di Michele, che era stato liberato e incoronato imperatore a Santa Sofia, con il nome di Michele II l'Amoriano. I resti dell'imperatore furono portati all'ippodromo di Costantinopoli, per far vedere alla popolazione, che il sovrano era morto e che il suo posto era stato preso dall'usurpatore Michele. Alla fine i poveri resti di Leone, furono caricati su un mulo e portati al porto, dove furono dati alla vedova Teodosia che aspettava, insieme ai quattro figli e alla madre di Leone, la nave che li avrebbe portati alle isole dei Principi, dove sarebbero rimasti in esilio. Ma i mali per la famiglia di Leone non erano finiti, perché Michele ordinò che i figli di Leone fossero castrati, in modo che non potessero mai reclamare il trono dei basileis, e il figlio più giovane, Teodosio, morì durante l'operazione.
La tragica fine di Leone merita alcune riflessioni. Se da un lato egli era uso ad espedienti spregiudicati aveva però ben governato, le sorti dell'Impero erano state risollevate e la rinnovata potenza militare aveva garantito una pace durevole. Il suo assassinio non ha pertanto giustificazioni politiche, anche considerando che pure Michele era iconoclasta; le ragioni andranno piuttosto cercate nelle ambizioni personali di costui, in precedenza il migliore amico dell'imperatore.

## Famiglia
Leone V ebbe molti figli da Teodosia, noi però abbiamo documentazione su solo quattro di questi:
- Simbatio rinominato Costantino, co-imperatore dall'814 all'820;
- Basilio;
- Gregorio;
- Teodosio, morto nell'820.